# Johann Schadland

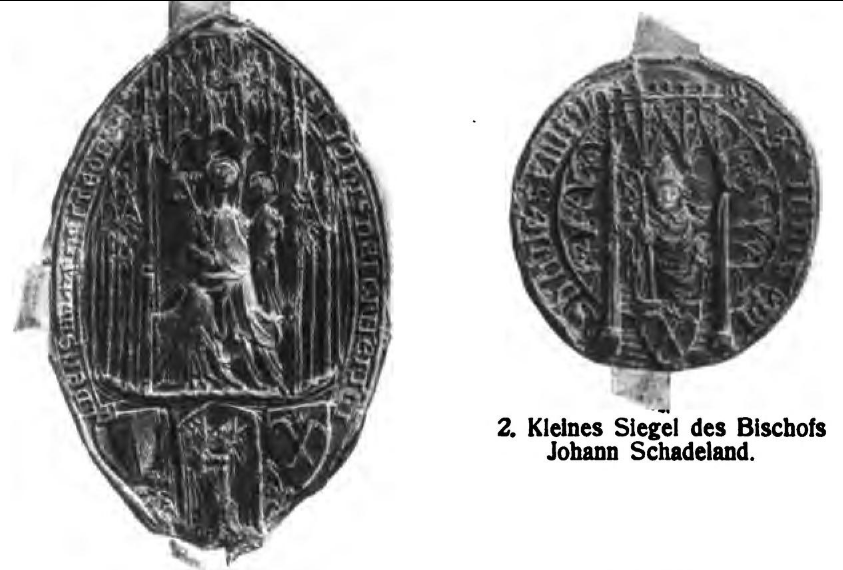
Siegel als Hildesheimer Bischof

Johann Schadland (* 1311 oder 1312 in Köln; † 1. April 1373 in Koblenz) war Großinquisitor für Deutschland, päpstlicher Nuntius und Kollektor sowie jeweils kurze Zeit Bischof der Bistümer Kulm (ab 1359), Hildesheim (ab 1363), Worms (ab 1365) und Augsburg (ab 1371) sowie Administrator von Konstanz (ab 1371).

## Herkunft und Ausbildung
Schadland war Sohn von Egbertus Galleator und Christina de Schadelande. In jungen Jahren trat er dem Dominikanerkloster in Köln bei. Hier sowie im Ordenskonvent in Frankfurt am Main betrieb er philosophische und theologische Studien und promovierte schließlich zum Doktor der Theologie. Im Jahr 1346 war er Lektor im Dominikanerkonvent in Straßburg, wo er mit dem Mystiker Johannes Tauler in Kontakt kam. Im Jahr 1347 vertrat er im Auftrag seines Ordens dessen Interessen gegenüber der Stadt Köln in der Frage des Besitzes der toten Hand.

## Päpstliche Dienste
Unter Papst Clemens VI. wurde Schadland im Jahr 1348 zum Großinquisitor für Deutschland ernannt. Papst Urban V. befahl ihm sowie dem Bischof von Straßburg „die Dominikaner Ludwig de Caliga, Heinrich de Agro, Walter Kerlinger, Johannes de Moneta oder andere geeignete Männer dieses Ordens in den Erzdiözesen Mainz, Trier, Köln, Salzburg, Bremen, Magdeburg, Riga und den Diözesen Kammin, Bamberg, Basel als Inquisitoren einzusetzen.“ In der Folge dieser Ernennungen verfolgte die Inquisition unter anderem Beginen in Straßburg. Das Amt als Generalinquisitor bekleidete er bis 1364. Zwischen 1359 und 1372 war er außerdem Nuntius des Papstes und Kollektor. Insbesondere letzteres Amt brachte ihm viele Gegner ein.

## Bischof
Die auf Papst Klemens folgenden Päpste in Avignon machten Schadland in zahlreichen Bistümern zum Bischof. Zunächst wurde er im Jahr 1359 Bischof von Kulm, wo er sich besonders als Gegner der Wiklifiten hervortat. Die Päpste Urban V. und Gregor XI. schätzten Schadland wegen seiner Gelehrsamkeit.
Tatsächlich war Schadland auch als theologischer Autor tätig. So schrieb er in Kulm und Hildesheim den Tractatus de virtutibus cardinalibus. Papst Urban ernannte ihn 1363 gegen den Willen des Domkapitels zum Bischof von Hildesheim. Trotz seiner bedeutenden Aufgaben in der Kirche galt er eher als Gelehrter denn als aktiver Gestalter. Die Hildesheimer Bischofschroniken schilderten ihn geradezu als weltfremd. Den Angriffen des Herzogs von Braunschweig war er nicht gewachsen. Hinter seiner Resignation dort hätte danach der Wunsch bestanden, in ein ruhigeres Bistum zu wechseln.
Daraufhin wurde er ab 1365 Bischof von Worms. Dort kam es zum Streit mit der Bürgerschaft und dem Domkapitel. Im Jahr 1371 wechselte Schadland in das Bistum Augsburg und war gleichzeitig Administrator des Bistums Konstanz. Aber auch in Augsburg konnte er sich angesichts von Konflikten zwischen Bürgerschaft und Geistlichkeit, die zu Aufruhr führten, nicht durchsetzen und resignierte nach kurzer Zeit.
Johann Schadland starb im Dominikanerkloster in Koblenz. Dort wurde er auch bestattet.